# Rödhuvad amadin
Rödhuvad amadin (Amadina erythrocephala) är en tätting inom familjen astrilder

## Utseende och läte
Rödhuvad amadin är en gråbrun knubbig astrild, med ren rygg, kraftigt tvärbandad och fjällad undersida och vita spetsar på yttre stjärtpennorna. Hanen har tydligt rött på huvud och strupe, medan honan är enfärgat gråbrun. Honan liknar hona blodstrupsamadin, men denna är mindre, har tvärbandat huvud och saknar vitt på stjärten. Lätet är ett sparvlikt torrt tjippande.

## Utbredning och systematik
Rödhuvad amadin behandlas antingen som monotypisk eller delas in i två underarter med följande utbredning:
- Amadina erythrocephala erythrocephala – förekommer från nordvästra Angola till Botswana, sydvästra Zimbabwe och norra Sydafrika
- Amadina erythrocephala dissita – förekommer i sydcentrala Sydafrika (norrut till västra Fristatsprovinsen och södra Nordvästprovinsen)

## Levnadssätt
Rödhuvad amadin häckar i torra törnbuskamarker. Utanför häckningstid rör den sig i nomadiska flockar och kan då även ses i gräsmarker, öppna skogar och jordbruksbygd.

## Status
Arten har ett stort utbredningsområde och beståndet anses vara stabilt. Internationella naturvårdsunionen IUCN listar den därför som livskraftig (LC).